# ابوالحسن نجفی
ابوالحسن نجفی (۷ تیر ۱۳۰۸ – ۲ بهمن ۱۳۹۴)، زبان‌شناس و مترجم برجسته ایرانی بود. او عضو پیوستهٔ فرهنگستان زبان و ادب فارسی بود. عمده فعالیت‌های ادبی و علمی او در حوزهٔ ترجمهٔ متون ادبی، ویرایش، زبان‌شناسی و وزن شعر فارسی است. فرهنگ فارسی عامیانه، غلط ننویسیم و ترجمهٔ فارسیِ خانوادهٔ تیبو از مشهورترین کارهای نجفی است.

نشسته از چپ (ردیف اول): سیمین بهبهانی، مهدی اخوان ثالث، ابوالحسن نجفی، محمدعلی سپانلو و شهرزاد سپانلو؛ ایستاده: اسماعیل نوری اعلا؛ نشسته از چپ (ردیف دوم): نعمت آزرم، حسن پستا، محمود مشرف آزاد تهرانی، ۱۳۵۹

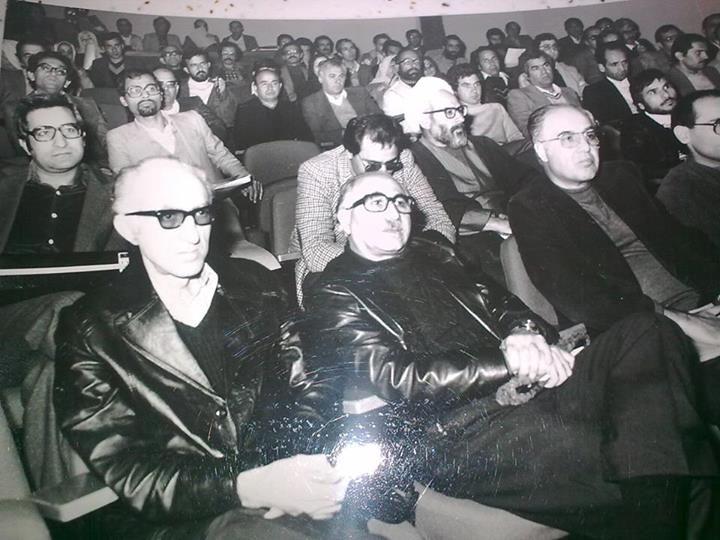
از چپ: ردیف اول ابوالحسن نجفی، فتح‌الله مجتبایی و محمدجواد مشکور، ردیف دوم: عبدالله نورانی و جلیل تجلیل، سمینار نگارش فارسی، مرکز نشر دانشگاهی، ۱۳۶۱

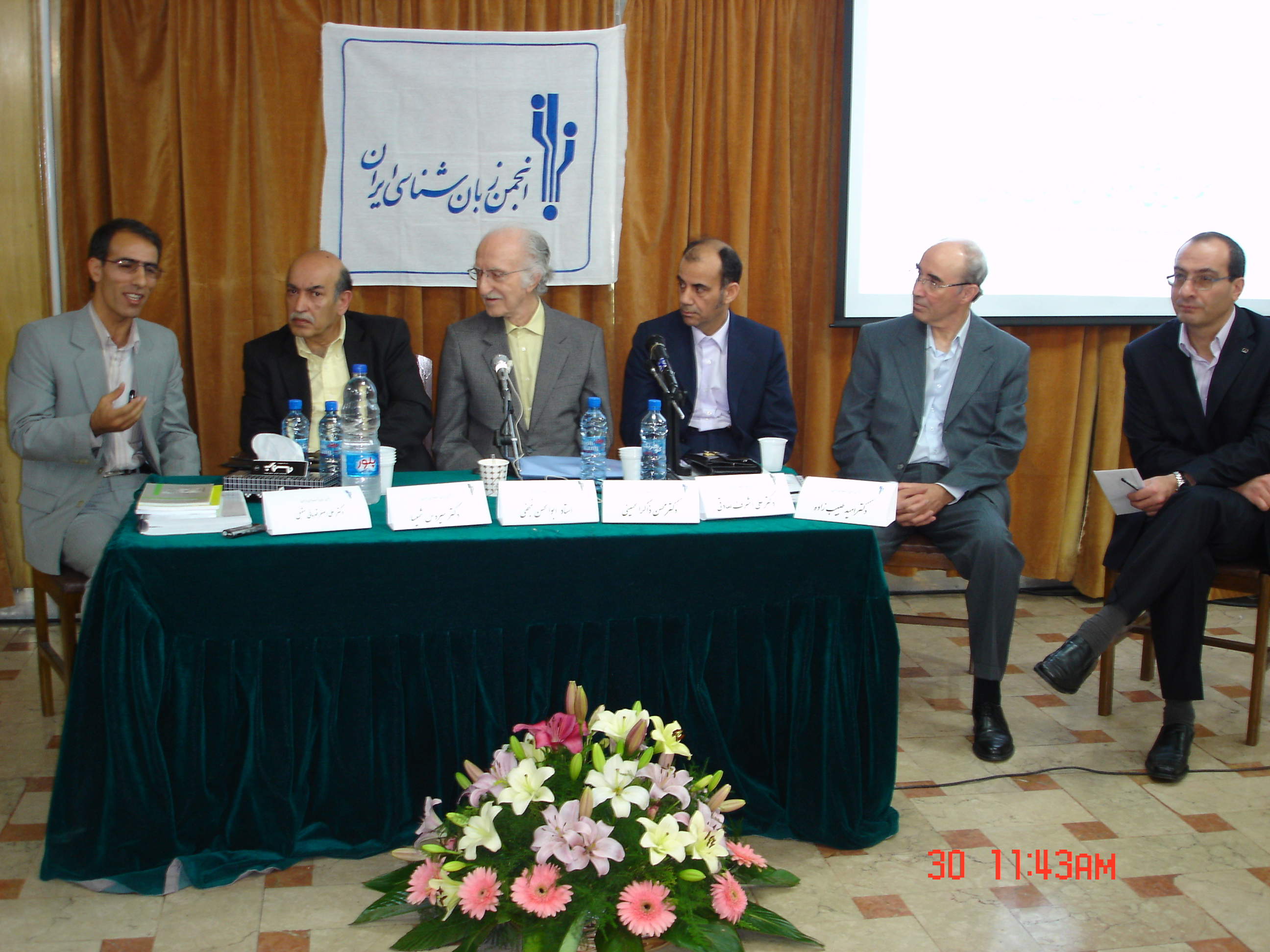
از چپ: علی‌اصغر قهرمانی مقبل، سیروس شمیسا، ابوالحسن نجفی، محسن ذاکرالحسینی، علی‌اشرف صادقی و امید طبیب‌زاده، اولین همایش شعر فارسی و زبان‌شناسی، پژوهشگاه علوم انسانی و مطالعات فرهنگی، ۱۰ اردیبهشت ۱۳۸۹

## زندگی

### خانواده و تحصیلات اولیه
ابوالحسن نجفی در سال ۱۳۰۸ در نجف به دنیا آمد. به گفتهٔ خودش، او تنها عضو خانوادهٔ نجفی بود که در شهر نجف متولد شد، زیرا پدرش برای تحصیل علوم دینی به آن شهر رفته و مجتهد جامع‌الشرایط بود. برادرش، فضل‌الله نجفی، از جمله افسرانی بود که در واقعهٔ معروف به قیام افسران خراسان در تابستان ۱۳۲۴ به سرگرد اسکندانی پیوست و جان خود را در این راه گذاشت.
نجفی چند سال بعد، همراه خانواده به ایران آمد. او تحصیلات ابتدایی و متوسطه را در اصفهان گذراند و در سال ۱۳۲۶ در رشتهٔ ادبی دیپلم گرفت. از جمله معلمان او در دوران دبیرستان، جعفر آل‌ابراهیم بود که کلاس‌هایش بر نجفی بسیار تأثیر گذاشت.

### تحصیلات دانشگاهی و انتشارات نیل
نجفی سپس برای ادامه تحصیل به تهران آمد و در دانشکده ادبیات دانشگاه تهران در رشتهٔ زبان فرانسه مشغول به تحصیل شد. در دوران دانشگاه، از استادانی مثل پرویز ناتل خانلری، فاطمه سیاح و موسی بروخیم تأثیر پذیرفت. او به دلایلی دو سال ترک تحصیل کرد و در سال ۱۳۳۲ با ارائهٔ رساله‌ای به زبان فرانسه دربارهٔ صادق هدایت فارغ‌التحصیل شد.
نجفی پس از فارغ‌التحصیلی، به عنوان دبیر دبیرستان‌های اصفهان مشغول به کار شد. در همان سال‌ها همراه با عبدالحسین آل‌رسول و احمد عظیمی زواره‌ای، انتشارات نیل را در تهران پایه‌گذاری کرد. کار این انتشارات با انتشار کتاب ساده‌دل از ولتر با ترجمهٔ محمد قاضی آغاز شد.

### سفر به فرانسه
در سال ۱۳۳۸ برای ادامه تحصیل به فرانسه رفت و تحصیلات خود را تا مقطع فوق‌لیسانس در رشتهٔ زبان‌شناسی در دانشگاه سوربن پاریس ادامه داد. در دوران تحصیل، از کلاس‌های آندره مارتینه بهره برد و قرار بود رسالهٔ دکتری خود را نیز دربارهٔ «ساخت‌های حروف اضافه در زبان فرانسه» زیرنظر او بنویسد؛ اما به دلایلی در سال ۱۳۴۴ به ایران برگشت، البته با این هدف که به فرانسه بازگردد و کار رساله را ادامه دهد، اما چنان‌که خودش می‌گوید:
راستش اول فکر می‌کردم چون تمام فیش‌ها و مآخذم همراهم هست، می‌توانم کارم را در ایران تمام کنم. اما بعد که به ایران آمدم، دیگر تمرکزم از بین رفت و گرفتار کارهای دیگر شدم و به‌هرحال نتوانستم دنبال آن کار را بگیرم؛ مثلاً ترجمهٔ بچه‌های کوچک قرن را که در پاریس تقریباً تمام کرده بودم، در همان چند ماه اولِ ورودم به ایران آماده کردم و تحویل انتشارات نیل دادم.

### بازگشت
پس از بازگشت به ایران، وی با دعوت بهرام صادقی و محمد حقوقی و ابراز تمایل آنان به حلقهٔ ادبی جُنگ اصفهان پیوست و از شماره سوم مجلهٔ جُنگ اصفهان، همکاری نجفی با این جمع آغاز شد؛ و این سرآغاز ارتباطِ پیوسته و نزدیک ابوالحسن نجفی با هوشنگ گلشیری و جمع جُنگ اصفهان و تأثیرگذاری نجفی بر این جمع، خاصه بر داستان‌نویسی بهرام صادقی و حتی هوشنگ گلشیری و دیگران شد. نجفی همچنین تا سال ۱۳۴۹ در گروه ادبیات فارسی دانشگاه اصفهان به تدریس مشغول بود. در مهرماه سال ۱۳۴۹ به تهران آمد و کار در مؤسسهٔ فرانکلین را آغاز کرد. در همین حال، به عنوان استاد مدعو در گروه زبان‌شناسی دانشگاه تهران تدریس می‌کرد. از سال ۱۳۵۵ تا ۱۳۵۷، در کار سرپرستی، تنظیم و ویرایش متون برای دانشگاه آزاد ایران شرکت داشت و در همین زمان کتاب مبانی زبان‌شناسی و کاربرد آن در زبان فارسی را تألیف کرد.

### مرکز نشر دانشگاهی
پس از انقلاب، در دورهٔ فترت دانشگاه‌ها، به مرکز نشر دانشگاهی رفت و با نصرالله پورجوادی همکاری داشت که این همکاری تا سال ۱۳۸۲ ادامه داشت. در سال ۱۳۶۲، بنا به حکم وزارت علوم، در گروه زبان و ادبیات فارسی دانشگاه علامه طباطبایی مشغول به کار شد و تا سال ۱۳۶۶ کار تدریس در این دانشگاه را ادامه داد. اما تحمل محیط دانشگاهی آن روزگار برایش غیرممکن شد و تصمیم گرفت از دانشگاه بیرون بیاید و سوابقش را رها کند. خودش می‌گوید:
من در سال ۱۳۶۲ به دانشگاه علامه طباطبایی رفتم… قرار شد در گروه زبان و ادبیات فارسی دانشگاه علامه طباطبایی تدریس کنم. در آنجا دو یا سه درس از جمله وزن شعر و ادبیات معاصر فارسی را به من سپردند. در جلساتی که تشکیل می‌شد، عده‌ای که من بعضی از آنها را از قبل خوب می‌شناختم و حالا کاسه داغ‌تر از آش شده بودند با تعصبات تنگ‌نظرانه‌ای که از خودشان نشان می‌دادند فضای ناخوشایند و ناراحت‌کننده‌ای به وجود آورده بودند. بعضی از آنها چنان به جزئیات بی‌اساس توجه می‌کردند و ایراداتی از دیگران می‌گرفتند که انسان را از حضور در دانشگاه منزجر و بیزار می‌کرد.
بنابراین او در این زمان نزد نصرالله پورجوادی در مرکز نشر دانشگاهی می‌رود و مشکل را تعریف می‌کند. پورجوادی نامه شدیدالحنی در دفاع از نجفی می‌نویسد که باید قدر چنین افرادی را دانست و رفتار شایسته‌ای با آنها داشت اما آن نامه به جایی نرسید.
در دوران کار در مرکز نشر دانشگاهی، کلاس‌هایی در این مرکز برگزار می‌شد که نجفی مسئولیت تدریس سه درس را در این کلاس‌ها بر عهده داشت: «وزن شعر فارسی»، «مبانی زبان‌شناسی و کاربرد آن در زبان فارسی» و «امکانات زبان فارسی در ترجمه».

### فرهنگستان
ابوالحسن نجفی در سال ۱۳۶۹ به عضویت فرهنگستان زبان و ادب فارسی درآمد و در سال ۱۳۸۳ مدیر گروه ادبیات تطبیقی شد. انتشار شش ماه یک بارِ مجلهٔ ادبیات تطبیقی با مقالات، گزارش‌ها و نقدهایی در این حوزه، از فعالیت‌های این بخش است که زیرنظر ابوالحسن نجفی و با نظارت او انجام می‌شدند. پیش از نجفی، جواد حدیدی مدیریت بخش ادبیات تطبیقی را بر عهده داشت، و نجفی در این بخش با او همکاری می‌کرد.

### درگذشت
وی در شهریور و مهر ۱۳۹۴ به علت کسالت مدتی در بیمارستان بستری بود.

ابوالحسن نجفی، جمعه ۲ بهمن ۱۳۹۴ خورشیدی در ۸۶ سالگی در بیمارستان مهر تهران درگذشت.
اکبر هاشمی رفسنجانی، حسین جابری انصاری، رضا داوری اردکانی، سید عباس صالحی، رضا صالحی امیری، غلامعلی حداد عادل و سروش دباغ درگذشت نجفی را تسلیت گفتند.
مراسم تشییع از ساعت ۱۰ صبح روز سه‌شنبه ۶ بهمن ۱۳۹۴ در کتابخانهٔ فرهنگستان زبان و ادب فارسی برگزار شد. غلامعلی حداد عادل، مهدی محقق، احمد سمیعی گیلانی، نصرالله پورجوادی، سلیم نیساری و بهمن فرمان‌آرا در این مراسم صحبت کردند. پس از اقامهٔ نماز به امامت سید محمود دعایی بر پیکر نجفی، تشییع تا میدان فرهنگستان‌های جمهوری اسلامی ایران انجام شد. ضیا موحد، صالح نجفی، توفیق سبحانی، کامران فانی، حسن انوری، علی رواقی، علی‌اشرف صادقی، قطب‌الدین صادقی، یحیی مدرسی تهرانی، سید رضا صالحی امیری، اسماعیل سعادت، محمود عابدی، محمدرضا نصیری، حسین معصومی همدانی، لیلی گلستان، محمدعلی موحد، نوش‌آفرین انصاری، فرزانه طاهری، مژده دقیقی، محمدرضا شفیعی کدکنی، علی کافی، علاءالدین طباطبایی و علی‌اصغر محمدخانی از سایر حاضران در مراسم تشییع بودند.
پیکر نجفی در قطعهٔ نام‌آوران بهشت زهرا به خاک سپرده شد.
مراسم ختم ابوالحسن نجفی روز پنج‌شنبه ۸ بهمن ۱۳۹۴ در مسجد الرضا در تهران برگزار شد. امید طبیب‌زاده، غلامعلی حداد عادل و علی شیخ‌الاسلامی در این مراسم سخنرانی کردند.

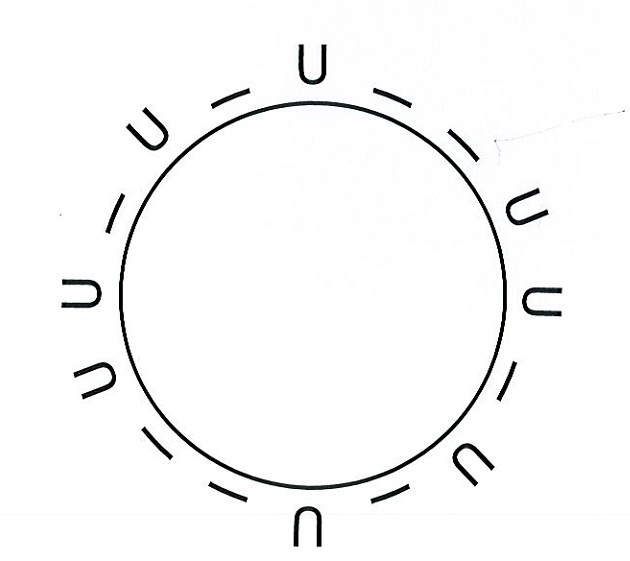
دایرهٔ نجفی برای طبقه‌بندی ۱۸۰ وزن مختلف در شعر فارسی

## گزیدهٔ آثار

### تألیف
- مبانی زبان‌شناسی و کاربرد آن در زبان فارسی
- غ‍ل‍ط ن‍ن‍وی‍س‍ی‍م: ف‍ره‍ن‍گ دش‍واری‍ه‍ای زب‍ان ف‍ارس‍ی
- فرهنگ فارسی عامیانه
- طبقه‌بندی وزن‌های شعر فارسی

### ترجمه
- روش‍ف‍ور، ک‍ری‍س‍ت‍ی‍ان. ب‍چ‍ه‌ه‍ای ک‍وچ‍ک ق‍رن
- س‍ارت‍ر، ژان پ‍ل. ش‍ی‍طان و خ‍دا: ن‍م‍ای‍ش‍ن‍ام‍ه در س‍ه پ‍رده و ی‍ازده ت‍اب‍ل‍و
- م‍رل، روب‍ر. شنبه و یکشنبه در کنار دریا
- ک‍ام‍و، آل‍ب‍ر. ک‍ال‍ی‍گ‍ولا
- س‍ارت‍ر، ژان پ‍ل. ادبیات چیست؟
- گ‍اری، روم‍ن. پ‍رن‍دگ‍ان م‍ی‌رون‍د در پ‍رو م‍ی‌م‍ی‍رن‍د (م‍ج‍م‍وع‍ه داس‍ت‍ان)
- ل‍وی-اس‍ت‍روس، ک‍ل‍ود. نژاد و تاریخ
- م‍ال‍رو، آن‍دره. ضدخاطرات
- م‍ارت‍ن دوگ‍ار، روژه. خ‍ان‍وادهٔ ت‍ی‍ب‍و
- س‍ن‍ت اگ‍زوپ‍ری، آن‍ت‍وان دو. ش‍ازده ک‍وچ‍ول‍و

## در ادبیات و سینما
- ابوالحسن نجفی یکی از قهرمان‌های داستان شب هول، اثر هرمز شهدادی است.
- یک بوس کوچولو